# Шашова
Шашова (слч. Šašová) насељено је мјесто са административним статусом сеоске општине (слч. obec) у округу Бардјејов, у Прешовском крају, Словачка Република.

## Становништво
| Година:    | 1994. | 2004.    | 2014.   | 2024.   |
| ---------- | ----- | -------- | ------- | ------- |
| Број људи: | 176   | 158      | 150     | 158     |
| Разлика:   |       | -10,22 % | -5,06 % | +5,33 % |

| Година:    | 2023. | 2024.   |
| ---------- | ----- | ------- |
| Број људи: | 159   | 158     |
| Разлика:   |       | -0,62 % |

Према подацима о броју становника из 2024. године насеље је имало 158 становника.